# Open Design Alliance
Open Design Alliance (ODA) – organizacja non-profit tworząca zestawy API SDK dla aplikacji inżynierskich. 
ODA oferuje narzędzia interoperacyjne CAD dla plików .dwg, .dxf, .dgn, .ifc Autodesk® Revit®, Autodesk Navisworks®  takie jak ODA Drawings Explorer czy ODA File Converter oraz zestaw technologii do wizualizacji, tworzenia stron internetowych, publikowania, modelowania 3D PDF i innych.

## Członkostwo ODA
Istnieje sześć rodzajów członkostwa w ODA:
- Edukacja: wyłącznie do użytku kwalifikowanego w szkolnictwie wyższym, limit 1 roku
- Niekomercyjne: jakakolwiek wewnętrzna automatyzacja do użytku wewnętrznego i badań i rozwoju, limit 2 lat
- Komercyjne: ograniczone wykorzystanie komercyjne (sprzedaż do 100 kopii), korzystanie z Internetu / SaaS jest niedozwolone
- Utrzymanie: nieograniczone wykorzystanie komercyjne, dozwolone korzystanie z Internetu / SaaS
- Założenie: nieograniczone wykorzystanie komercyjne z pełnym kodem źródłowym
- Korporacja: nieograniczone wykorzystanie komercyjne w wielu jednostkach biznesowych

Istnieje również bezpłatny okres próbny.

## Historia
- Sojusz powstał w lutym 1998 r. Jako OpenDWG Alliance, z początkowym wydaniem kodu opartego na bibliotekach AUTODIRECT napisanych przez Matta Richardsa z MarComp.
- W 2002 r. Zmieniono nazwę biblioteki OpenDWG na DWGdirect.
- W tym samym roku sojusz został przemianowany na Open Design Alliance.
- 22 listopada 2006 r. Autodesk[4] pozwał Open Design Alliance, twierdząc, że jego biblioteki DWGdirect naruszyły znak towarowy Autodesk dla słowa „Autodesk”, pisząc kod TrustedDWG (w tym słowo „AutoCAD”) w utworzonych przez siebie plikach DWG.
- W kwietniu 2007 r. pozew został odrzucony, a Autodesk zmodyfikował komunikat ostrzegawczy w programie AutoCAD 2008 (aby był łagodniejszy), a Open Design Alliance usunął obsługę kodu TrustedDWG z bibliotek DWGdirect.
- W 2008 roku dodano obsługę plików .dgn z DGNdirect.
- W kwietniu 2010 r. Zmieniono nazwę DWGdirect na Teigha dla plików .dwg, OpenDWG zmieniono na Teigha Classic, a DGNdirect zmieniono na Teigha dla plików .dgn.
- Od sierpnia 2017 r. (Wer. 4.3.1) Teigha obsługuje obsługę produkcji plików .dwg w wersji 2018, w tym niestandardowych obiektów architektonicznych, cywilnych i mechanicznych.
- W lutym 2018 r. (Wer. 4.3.2) ogłoszono dostępność plików STL (stereolitografia, jest szeroko stosowana do drukowania 3D i szybkiego prototypowania) oraz obsługi plików OBJ (służy jako otwarty format wymiany dla wielu rozwiązań do projektowania 3D).
- We wrześniu 2018 r. Marka Teigha została usunięta[5].
- W październiku 2018 r. ODA rozpoczęła prace nad rozwiązaniem IFC.
- W styczniu 2019 r. Rysunki 2019.2 wprowadziły operacje wyciągania i obracania modelowania brył 3D w ramach standardowego zestawu SDK.
- W styczniu 2019 r. ODA ogłosiło wydanie nowego zestawu SDK BimNv.
- We wrześniu 2020 r. do Konsorcjum ODA przystępuje Autodesk.

### Członkowie założyciele
- 4M SA
- Autodesk[6][7]
- Accusoft Corporation
- Advanced Computer Solutions
- Andor Corporation
- Beijing Glory PKPM Technology
- Bentley Systems
- BlueCielo ECM Solutions
- Software
- Central South University
- Chongqing Chinabyte Network Co Ltd
- CSoft Development
- EntIT Software LLC
- Epic Games
- Esri
- Glodon
- Graebert GmbH
- GRAITEC INNOVATION SAS
- Gstarsoft
- Haofang Tech
- Hilti
- Hyland
- IMSI/Design
- IntelliCAD
- Intrasec
- ITI TranscenData
- MIDAS Information Technology
- Onshape
- Oracle
- Photron
- Relativity
- Robert McNeel And Associates
- Safe Software
- Shandong Hoteam Software
- Shenzhen ZhiHuiRuiTu Information Technology
- Siemens
- Stabiplan
- Trimble
- UNIFI Labs
- Watchtower Bible and Tract Society
- ZwCAD Software